# Vila Franca de Xira
Vila Franca de Xira de l' Arabe "as-Shirush" est une municipalité (en portugais : concelho ou município) du Portugal, située dans le district de Lisbonne et la Région de Lisbonne. Elle est jumelée avec la ville de Villejuif depuis 1978.

## Géographie
Vila Franca de Xira est limitrophe :
- au nord : Alenquer et Azambuja
- à l'est : Benavente
- au sud : Loures
- à l'ouest : Loures

## Paroisses
Vila Franca de Xira contient 11 paroisses :

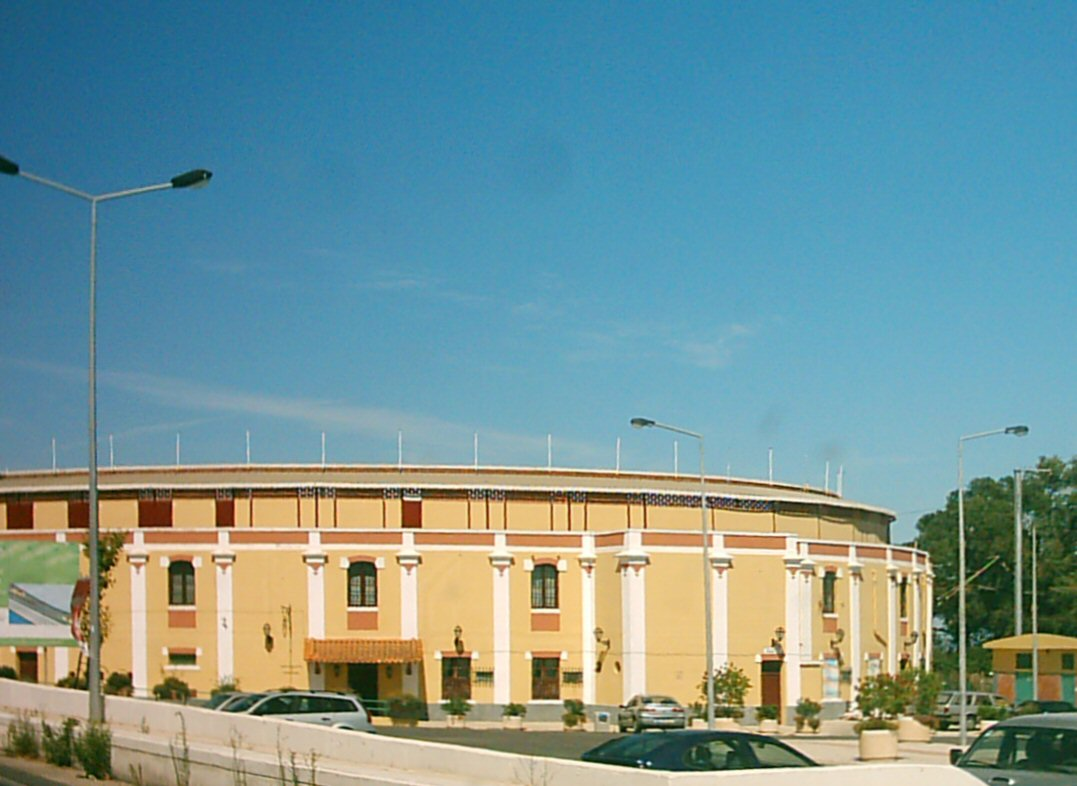
Place des Corrida

- Alhandra
- Alverca do Ribatejo
- Cachoeiras
- Calhandriz
- Castanheira do Ribatejo
- Forte da Casa
- Póvoa de Santa Iria
- São João dos Montes
- Sobralinho
- Vialonga
- Vila Franca de Xira

## Économie
L'économie municipale est basée sur l'agro-pastorale, l'industrie alimentaire, le commerce de détail, la restauration, les transports, l'industrie du ciment, la chimie, l'usine "metalo-mecânica" et la construction civile, se détachant encore le rôle de l'administration locale.

## Patrimoine
Le patrimoine construit le plus important inclut: le Pilori, le couvent de "Saint António", les palais du "Melos" et du "Sacotos" (avec des azulejos du XVIIe siècle), "l'église de la Miséricorde" (du XVIIe siècle, avec des azulejos), la chapelle "Monsieur du Bon Décès" (seiscentista), la source de "Saint Sofia" (1658), le pilori des Peuples (monument national) et les deux obeliscos, dans Alverca (qui désignaient le terme de Lisbonne au XVIIIe siècle - monument national).

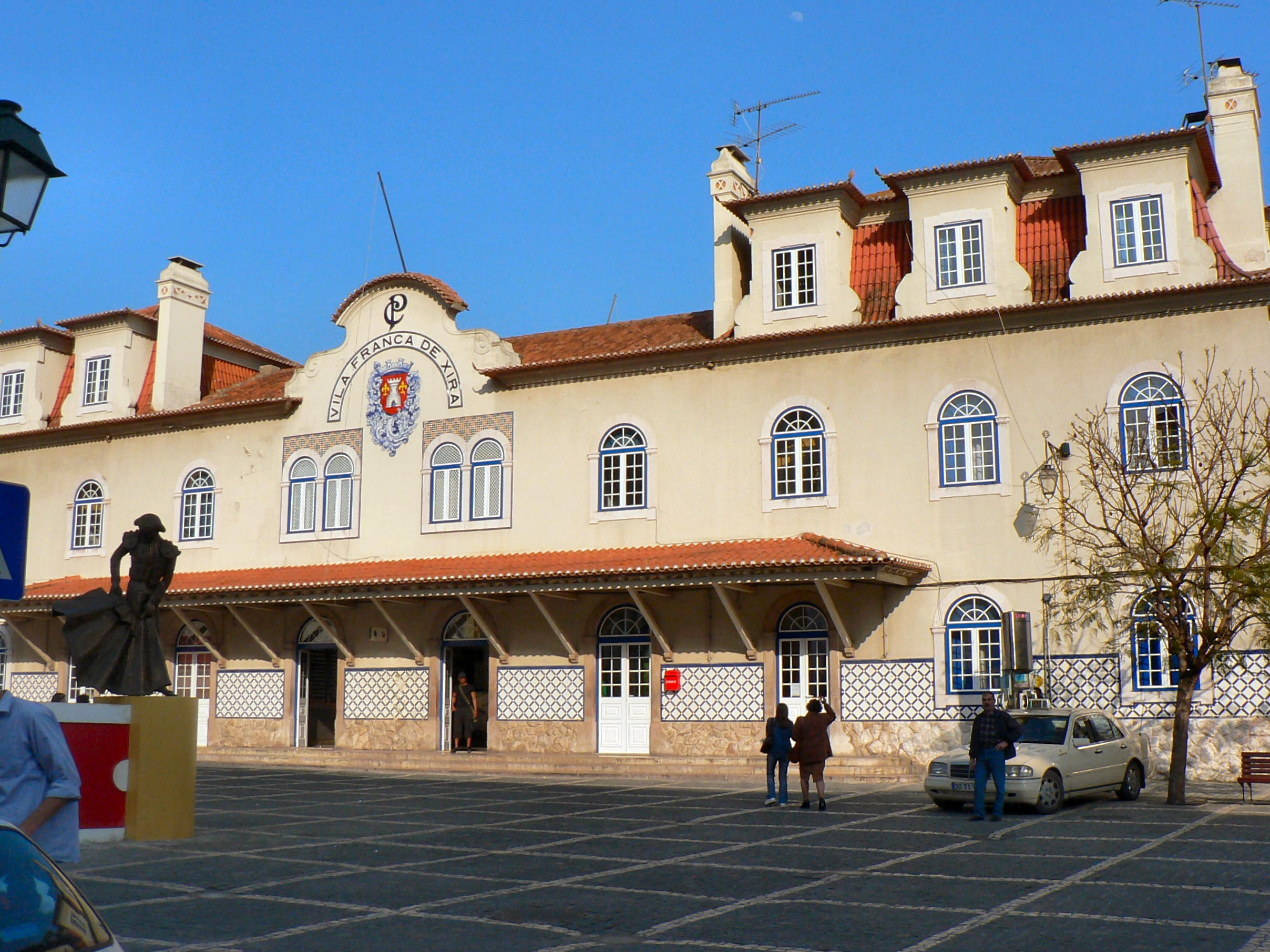
Gare de Vila Franca de Xira

## Démographie
| 1801  | 1849  | 1900   | 1930   | 1960   | 1981   | 1991    | 2001    | 2004    |
| ----- | ----- | ------ | ------ | ------ | ------ | ------- | ------- | ------- |
| 3 839 | 5 202 | 15 766 | 24 053 | 40 594 | 88 193 | 103 571 | 122 908 | 133 224 |

| 2011    | - | - | - | - | - | - | - | - |
| ------- | - | - | - | - | - | - | - | - |
| 136 886 | - | - | - | - | - | - | - | - |

## Personnalités
- Reynaldo dos Santos (1880-1970), médecin et historien d'art, est né à Vila Franca de Xira.